# Louignac
Louignac är en kommun i departementet Corrèze i regionen Nouvelle-Aquitaine i de centrala delarna av Frankrike. Kommunen ligger  i kantonen Ayen som tillhör arrondissementet Brive-la-Gaillarde. År 2022 hade Louignac 244 invånare.

## Befolkningsutveckling
Antalet invånare i kommunen Louignac
Referens:INSEE